# Rebecca Romero
Rebecca Jayne Romero, MBE (nascida em 24 de janeiro de 1980) é uma atleta britânica que tem se destacado em dois esportes diferentes, remo e ciclismo, ganhando medalhas olímpicas e mundiais em ambos.

## Resultados
Remo
- Campeonato Mundial de Lucerna 2001 - 5ª em Quadruplo scull
- Campeonato Mundial de Sevilha 2002 - 5ª em Quadruplo scull
- Campeonato Mundial de Milão 2003 - 4ª em Duplo scull
- Jogos Olímpicos de Atenas 2004 - 2ª em Quadruplo scull[1]
- Campeonato Mundial de Gifu 2005 - 1ª em Quadruplo scull

Ciclismo
- Campeonato Mundial de Palma de Mallorca 2007 - 2ª em perseguição individual
- Campeonato Mundial de Manchester 2008 - 1ª em perseguição individual, 1ª em perseguição por equipes
- Jogos Olímpicos de Pequim 2008 - 1ª em perseguição individual[1]